# 수옹 (캄보디아)
수옹(크메르어: ក្រុងសួង, Suong)은 캄보디아 트봉크뭄 주의 주도로 높이는 29m, 인구는 29,761명(2008년 기준)이다.